# Leuctra gardinii
Leuctra gardinii är en bäcksländeart som beskrevs av Ravizza, C. 2005. Leuctra gardinii ingår i släktet Leuctra och familjen smalbäcksländor. Inga underarter finns listade i Catalogue of Life.